# خوزپ ماریا نوگوئس
خوزپ ماریا نوگوئس (انگلیسی: Josep María Nogués؛ زادهٔ ۲۹ آوریل ۱۹۵۹) بازیکن فوتبال اهل اسپانیا است.
از باشگاه‌هایی که در آن بازی کرده‌است می‌توان به باشگاه فوتبال رئال بتیس اشاره کرد.